# رضا کرمانشاهی
رضا کرمانشاهی (زاده ۲۵ تیر ۱۳۵۷ در تهران) داور فوتبال است. وی در سال ۱۳۷۴ با اخذ مدرک درجه سه داوری را شروع کرده و در سال ۱۳۸۴ درجه ملی داوری را کسب کرده‌است، کرمانشاهی از سال ۱۳۸۹ تا سال ۱۴۰۱ در لیگ برتر فوتبال ایران قضاوت کرده‌است.

## شهرآورد تهران
رضا کرمانشاهی در تیم داوری ۱ دربی تهران حضور داشته‌است
| یک بازی داور بوده‌است |            |                        |                                                              |
| دربی                 | تاریخ      | نتیجه بازی             | گروه داوری                                                   |
| شماره ۹۴             | ۲۲ دی ۱۳۹۹ | استقلال ۲ - پرسپولیس ۲ | رضا کرمانشاهی -- آرمان اسعدی -- تورج عیوض محمدی -- حسن یوسفی |

منبع